# 아카기 고원 목장 쿠로넨베루쿠
아카기 고원 목장 쿠로넨베루쿠(일본어: 赤城高原牧場クローネンベルク 아카기코겐보쿠죠쿠로넨베루쿠[*])는 군마현 마에바시시의 있는 테마파크로, 독일의 시골 마을을 재현하였다. 통칭은 도이쓰무라(일본어: ドイツ村 ドイツむら[*])이다.